# Sergio Leone
Sergio Leone (Róma, 1929. január 3. – Róma, 1989. április 30.) David di Donatello-díjas olasz filmrendező, a filmtörténet egyik legnagyobb hatású alakja, a spagettiwestern nagy úttörője. Olyan vadnyugati filmek kapcsolódnak életművéhez, melyek mára fogalommá váltak. Ilyenek az Egy maréknyi dollárért, a Pár dollárral többért, az Egy marék dinamit, valamint az A Jó, a Rossz és a Csúf és a Volt egyszer egy Vadnyugat, amelyek a leghíresebb westernfilmek között szerepelnek. Volt egyszer egy Amerika című alkotása szintén mozitörténeti alapmű. Ezekben a filmekben neve szinte elválaszthatatlanul összeforrt Ennio Morricone zeneszerző és több esetben Tonino Delli Colli operatőr nevével.

## Családja
Édesapja Roberto Roberti (eredeti nevén Vicenzo Leone) rendező volt, míg édesanyja színész, a Bice Waleran néven futó Edvige Valcarenghi. A filmes szakmában már tizenkilenc éves korában kivette a részét: kispapot alakított Vittorio De Sica Biciklitolvajok című filmjében.
Az 1950-es években mint forgatókönyvíró tevékenykedett, s a Cinecittà stúdióban dolgozott. Asszisztensként közreműködött amerikai produkciókban, amelyeket részben Olaszország területén forgattak, így például a Ben-Hur forgatásán is dolgozott.

## Filmes pályája
Első filmjének a Pompei utolsó napjai című alkotás tekinthető. Eredetileg Mario Bonnard kezdte el, de Leone fejezte be. Első teljesen önálló filmje a Rhodoszi kolosszus volt 1961-ben, amely kis költségvetéssel készült, de Leone olyan látványos alkotást rendezett belőle, ami szinte a hollywoodi filmek színvonalával vetekedett.

### A spagettiwesternek
Az 1960-as években indult el Sergio Leone a világhírnév felé. Ebben az időszakban Európában is terjedőben volt a western műfaja. Leonéra mint a spagettiwestern atyjára tekintenek, valójában az első ilyen filmet 1959-ben Mario Amendola és Michael Carreras 1961-ben már leforgatta. De az új műfaj amilyen gyorsan színrelépett, olyan gyorsan haldokolni kezdett az évtized közepére.
Leone 1964-ben lépett a tettek mezejére, amikor leforgatta az Egy maroknyi dollárért c. westernt. Először még ő sem bízott abban, hogy filmjének sikere lesz.
Leone egyáltalán nem akarta utánozni az amerikai westerneket, ő egy egészen új stílust alkotott, ami mögött valós dolgok is állnak. Az amerikai vadnyugati filmekben két különböző jellem tűnik fel, a makulátlan jó és a velejéig romlott gonosz. Leone westernjeiben ezzel szemben piszkos hősök a pozitív figurák, akik rovott múltúak, olykor nagyon kétszínűek, ezért nem egyértelmű néha, hogy voltaképp melyik oldalon állnak. Viszont a valóságban a régi vadnyugat nagy alakjai sem voltak igazi hősök, hanem közönséges bűnözők, mint Jesse James, akit az utókorban, az idealizált, hamis képet mutató vadnyugati elbeszélések, balladák és egyéb történetek hetyke, bátor és tiszta emberként ábrázolnak, amikor valójában közönséges gyilkos volt.
Leone ezt a keserű valóságot igyekezett visszaadni filmjeiben, de részben merített hazája krimijeiből is.
Nincsenek festői tájak, csupán kopár vidékek, ahol az ököljog a törvény, a légkör nyomasztó és bizonytalan.
Sergio Leone tulajdonképpen úgy a spagettiwestern atyja, hogy ő alkotta meg az olasz western sablonját. Az Egy maréknyi dollárért légköre is gyakorlatilag minden olasz vadnyugati filmben ott van. Visszatérő téma a bosszú, a pénzszerzés, a véres csetepaték. Maga a főhős megverése, vagy megalázása sem ritka.
Az Egy maroknyi dollárért főhőse Clint Eastwood voltaképp ezzel a filmmel vált világhírűvé. A siker miatt több filmvállalat arra ösztönözte Leonét, hogy készítsen folytatást. 1965-ben ismét Eastwooddal a főszerepben leforgatta a Pár dollárral többért c. spagettiwesternt, amit ugyancsak Spanyolországban készítettek, akár az előzőt, s itt is Morricone komponálta a zenét. A látványos siker egy harmadik filmalkotást is motivált A Jó, a Rossz, és a Csúfot, ahol az előző film egyik főszereplőjét, Lee Van Cleefet most az antihős bőrében láthatta a nézőközönség.
Ezekkel a filmekkel egy kört húzott maga köré Leone, az ún. dollár-trilógiát, ugyanis mindhárom filmben a szereplők előtt elsődleges szempont a pénz volt.
Persze nem mindenütt fogadták üdvözléssel Leone westernjeit. Elsősorban az erőszakosságuk miatt érték kemény kritikák. Leone azzal magyarázta mindezt, hogy a Vadnyugat valójában erőszakos, véres világ volt, amelyet nem reálisan mutatnak be az amerikai westernek. A szereplők is egyszerű, erőszakos emberek, akik minél több pénzt akarnak szerezni, s ördögi terveket kovácsolnak társaik kijátszására. Leone westernjeit egyfajta szatíra gyanánt is szánta az eufemikus amerikai westernekkel szemben és valójában nem akart új stílust, vagy műfajt teremteni, de mégis az lett belőle.
1968-ban forgatta le a Volt egyszer egy Vadnyugatot. Bár ez a műve Amerikában már csak mérsékelt sikert aratott, Európában elsöprő volt a hatása, s idővel már a fiatal kontinensen is igazi klasszikussá nőtte ki magát.
Leone nemcsak a cselekményt változtatta meg ezekben a filmekben, hanem a színészekkel, a cselekmény időpontjával és az eszközökkel (fegyverekkel) is másként dolgozott. A Volt egyszer egy Vadnyugat antihőse Henry Fonda nem abban a megszokott szerepben volt látható, mint Amerikában. Míg hazájában folyton pozitív figura formájában láthatták, Leone egy szadista, romlott, pénzhajhász és aljas bandita szerepét adta neki, aki még gyereket is öl. A film többi szereplője, mint Woody Strode, vagy Gabrielle Ferzetti sem gazfickók szerepében mutatkoztak be korábban. Mindezek rendkívüli meglepetéseket okoztak a nézőközönség előtt.
Leone ugyanakkor elég aprólékos és pontos a filmjeiben. A forgatások előtt állandóan tanulmányozta a helyszíneket és némi kiegészítéseket is hajtott végre, nehogy a különböző területeken forgatott jelenetekben feltűnjön az éles kontraszt.
A spagettiwestern műfaját vitathatatlanul ő tudta igazán mesterien kezelni. Mellette Sergio Corbucci az, aki megközelíti színvonalát, akivel jó barátságban volt. Corbucci több elemet is átvett tőle, de nem utánozni igyekezett. Corbucci westernjei sokkal véresebbek és durvábbak, mint Leoneéi. 1966-ban A Jó, a Rossz és a Csúf forgatása előtt forgatta le Django című, azóta már halhatatlanná vált westernjét, amely vetekedett Leone filmjével. A Volt egyszer egy Vadnyugat forgatásakor is készült egy másik Corbucci-klasszikus, A halál csöndje, ez a hasonlíthatatlanul vérfagyasztóbb spagettiwestern is elsöprő sikert aratott, legfőbb különlegessége, hogy a harcot ebben a westernben nem a jó, hanem a gonosz nyeri meg.
Ennek a zenéjét is Moriccone szerezte, Bruno Nicolaijal, akik szintén barátságban álltak.
Leone sikerei nyomán tömegesen jelentkeztek olasz és spanyol vadnyugati filmek, melyek közül alig néhány a kimagasló munka. Többségük mintaként használja Sergio Leone filmjeit, ám sokuk inkább utánozni igyekszik őket, eléggé hatástalanul, ezért napjainkban is kevés az érdeklődés irántuk.

### Volt egyszer egy Amerika
Az 1970-es évektől Leone, más jelentős filmtervei mellett közel 10 évig dolgozott nagyszabású Volt egyszer egy Amerika című filmjén, elutasítva a Keresztapa rendezését, és az alapos munka eredménye meg is látszik az erkölcsi kérdéseket feszegető drámán, melynek központi témái többek között az értékvesztés és az árulás.

## Halála
Sergio Leone hirtelen szívinfarktus következtében halt meg. Terjedelmes életművet hagyott maga után. Már életében nagy hatást gyakorolt számos filmrendezőre a világon, így például George Lucasra, Steven Spielbergre, Stanley Kubrickra, vagy Quentin Tarantinóra is.

## Filmográfia
- 1961: A rodoszi kolosszus (Il Colosso di Rodi)
- 1964: Egy maréknyi dollárért (Per un pugno di dollari) író, forgatókönyvíró is
- 1965: Pár dollárral többért (Per qualche dollaro in piu) forgatókönyvíró is
- 1966: A Jó, a Rossz és a Csúf (Il Buono, il brutto, il cattivo) író is
- 1968: Volt egyszer egy Vadnyugat (C'era una volta il West) író, forgatókönyvíró is
- 1971: Egy marék dinamit (Giu la testa) író, forgatókönyvíró is
- 1973: Nevem: Senki (Il mio nome é Nessuno) csak forgatókönyvíróként
- 1975: Egy zseni, két haver, egy balek (Un Genio, due compari, un pollo) stáblistán nem szerepel
- 1984: Volt egyszer egy Amerika (Once Upon a Time in America) forgatókönyvíró is